# 大城山綜合醫院
大城山綜合醫院（：／）是於朝鮮民主主義人民共和國平壤市的綜合性醫院，總建築面積達逾10萬平方米，主要由朝鮮人民軍462部隊興建。
2013年1月，朝鮮最高領導人金正恩視察了大城山綜合醫院。